# 4108 Ракос
4108 Ракос (4108 Rakos) — астероїд головного поясу, відкритий 16 жовтня 1977 року.
Тіссеранів параметр щодо Юпітера — 3,383.